# Dolly Style
Dolly Style ist eine schwedische Girlgroup.

## Geschichte

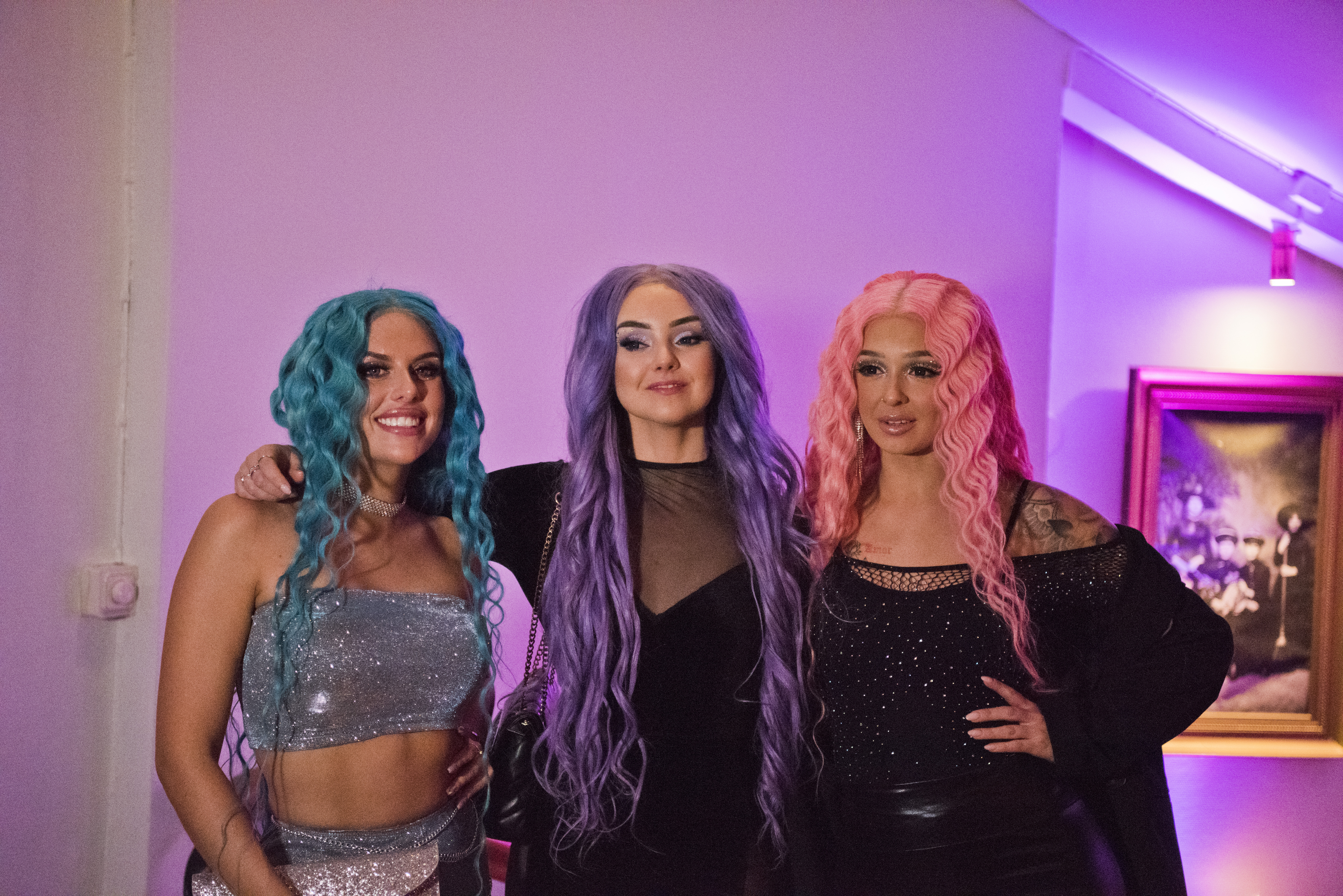
Dolly Style im Februar 2023

Dolly Style wurde im Sommer 2014 von Emma Nors und Palle Hammarlund gegründet. Mitglieder nach der Gründung waren Carolina Magnell als Molly, Alexandra Salomonsson als Holly und Emma Pucek als Polly. Letztere verließ die Gruppe am 5. April 2015, da sie sich laut eigener Aussagen auf andere Projekte konzentrieren wolle. Ihre Nachfolgerin, Marielle Myhrberg, wurde am 7. April 2015 vorgestellt. Magnell trat aus persönlichen Gründen am 5. November 2015 aus der Gruppe aus. Am 17. November wurde ihr Ersatz Mikaela Samuelsson vorgestellt.
Am 7. Februar 2015 traten Dolly Style im ersten Halbfinale des Melodifestivalen 2015 an. Sie qualifizierten sich mit dem Lied Hello Hi für die Andra Chansen-Runde. In dieser konnte sie sich allerdings nicht gegen Dinah Nah durchsetzen und qualifizierten sich nicht für das Finale. Im Folgejahr nahmen sie erneut am Melodifestivalen teil. Sie traten mit dem Lied Rollercoaster am 27. Februar im vierten Halbfinale auf. Erneut qualifizierten sie sich für die Andra Chansen-Runde, wo sie an Samir & Victor scheiterten.
2019 nahmen Dolly Style zum dritten Mal am Melodifestivalen teil. Sie traten mit dem Lied Habibi im dritten Halbfinale am 16. Februar 2019 auf und landeten auf dem fünften Platz. Ebenfalls belegten sie den fünften Platz bei dem Finale des Melodifestivalen 2025 am 8. März mit dem Song Yihaa.
Die Band steht bei UNI Records unter Vertrag.

## Diskografie
Singles
- 2015: Hello Hi
- 2015: Cherry Gum
- 2015: Upsy Daisy
- 2016: Rollercoaster
- 2016: Unicorns & Ice Cream
- 2016: Young & Restless
- 2016: Tänd ett ljus
- 2017: Bye Bye Bby Boo
- 2017: Moonlight
- 2018: L-O-V-E
- 2019: Habibi
- 2025: Yihaa